# Nektarium

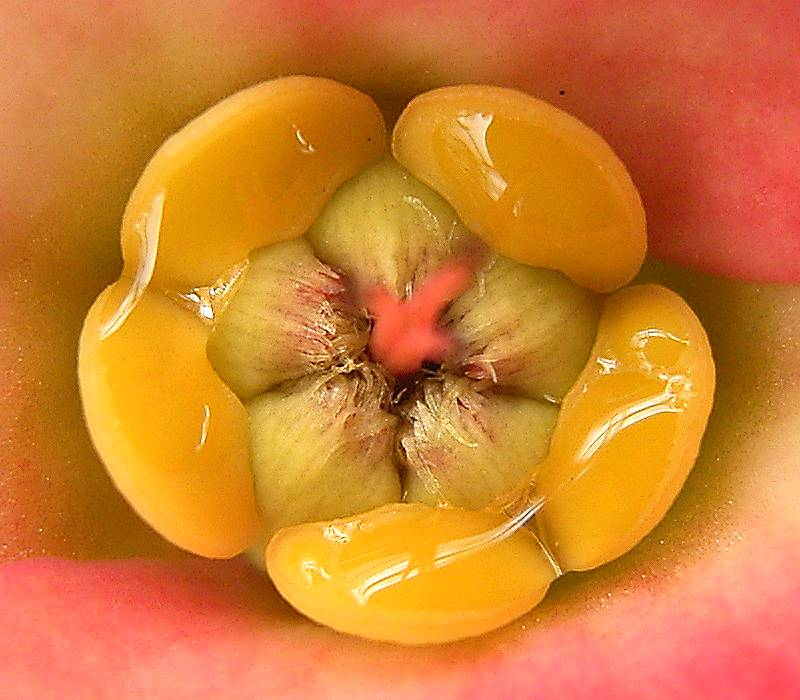
Florale Nektarien im Cyathium der Euphorbia milii

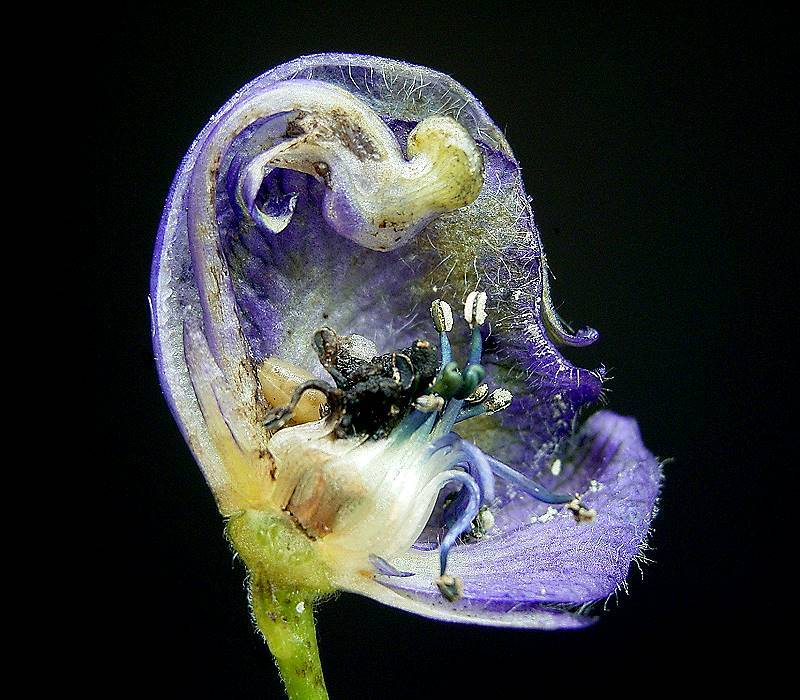
Schnitt durch eine reale Blüte des Blauen Eisenhuts (Aconitum napellus). Die Nektarblätter sind im großen helmförmigen Kelchblatt untergebracht. Zugänglich ist der Nektar nur für langrüsselige Hummelarten

Ein Nektarium, auch Honigdrüse oder Nektardrüse genannt, ist eine Saftdrüse bei Blütenpflanzen, die einen zuckerhaltigen Saft abscheidet, den Nektar.
Nach ihrer Lage unterscheidet man florale Nektarien, die sich innerhalb oder an der Blüte, und extraflorale Nektarien, die sich außerhalb der Blüte befinden. Nach ihrer Funktion unterscheidet man nuptiale Nektarien, die der Anlockung der Bestäuber dienen, und extranuptiale Nektarien, die nicht der Anlockung der Bestäuber dienen. Ihr Nektar wird beispielsweise gerne von Insekten verspeist, welche die Pflanze vor Fraßfeinden schützen. Florale Nektarien sind meist auch nuptiale Nektarien.

## Aufbau
Nektargewebe ist durch kleine, plasmareiche Zellen charakterisiert.
Meist besteht es aus mehreren Zellschichten und steht mit Leitbündeln in Verbindung, häufig allerdings nur mit dem Phloem.
Ist die Epidermis Teil des Nektargewebes, so wird der Nektar über die ganze Gewebefläche nach außen abgegeben und man spricht von einem Epithelnektarium. Gehört die Epidermis nicht zum Drüsengewebe, erfolgt die Abgabe des Nektars durch Saftspalten (die den Spaltöffnungen homolog sind), und die Nektarien werden mesophylläre Nektarien genannt.
In manchen Pflanzensippen, wie den Dipsacales, erfolgt die Nektarbildung durch einzellige Haare, die in ihrer Summe ein Trichomnektarium bilden. Mehrzellige Haare als Nektarbildner kommen etwa bei Adoxa oder den Malvengewächsen vor.

## Nektarorgane

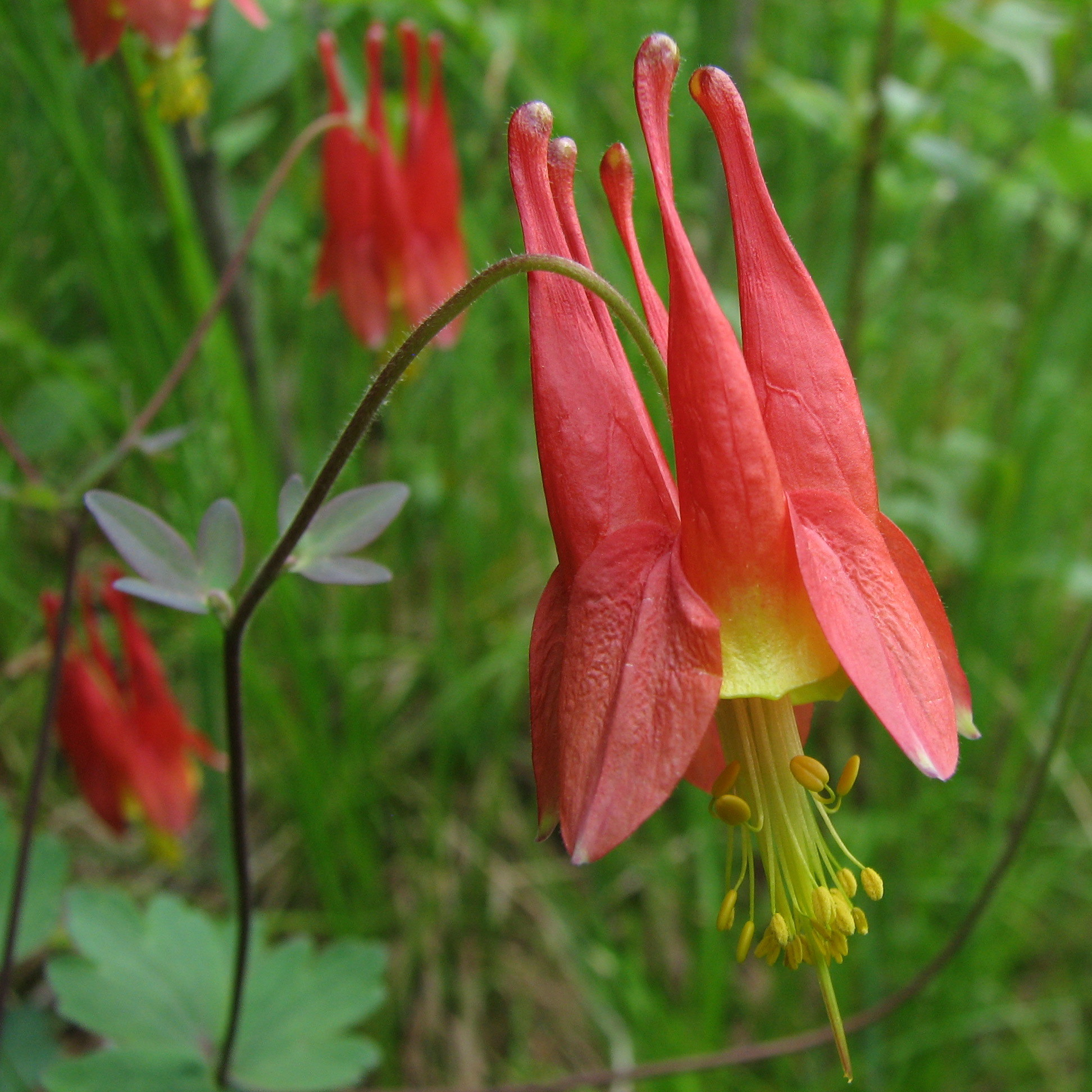
Die gespornten Nektarorgane von Aquilegia canadensis dienen zugleich auch der optischen Anlockung der Bestäuber

Als Nektarorgane oder Nektarblätter (Honigblätter) werden Organe (umgebildete Staub- oder Kronblätter) bezeichnet, die zur Nektarbildung und Nektardarbietung besonders morphologisch ausgestaltet sind. Sie können unterschiedliche Gestalt annehmen: tüten-, trichter-, schlauchförmig bei Helleborus, pfriemlich bei Trollius, flächig bis kronblattartig bei Ranunculus, als Sporn, Ausstülpung Aquilegia (Tüten mit Sporn). Oder in einem helmartigen Perigonblatt verborgen, wie bei Aconitum. Sie sind entweder mit oder ohne Schaufunktion.

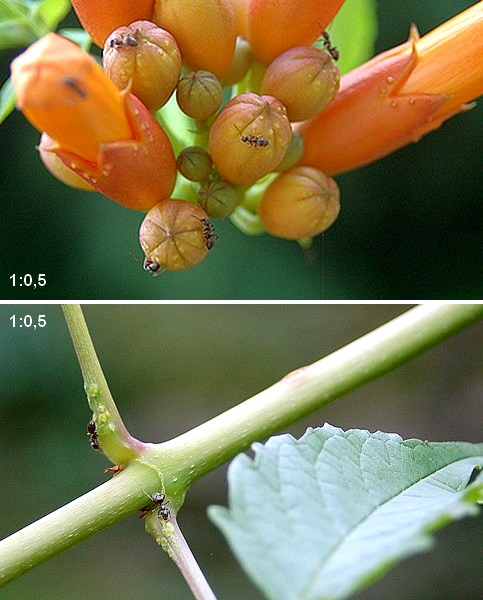
Nektarien an Blattstielen und Blüten

Die Nektarorgane der Hahnenfußgewächse stehen zwischen Blütenhülle und Androeceum und werden oft als den Staubblättern homolog angesehen. Dies ist jedoch nicht unwidersprochen, sie werden auch mit Kronblättern homologisiert.
Bei der neotropischen Familie der Marcgraviaceae gibt es ähnlich aussehende Nektarorgane, die sich aber nicht in den Blüten befinden, sondern an der Blütenstandsachse oder an den Blütenstielen sitzen. Es handelt sich um die umgewandelten Tragblätter der Blüten.

## Florale Nektarien
Das Nektarium in einer Blüte kann in vielen Bereichen der Blüte gebildet werden. Die floralen Nektarien werden oft als Drüsenflächen(-schuppen), -erhebungen oder -haare und in Vertiefungen (Nektar-, Honiggrube, -grübchen, -löcher) ausgebildet.
- Perianth (Nektar-, Honigblätter): Beim Türkenbund (Lilium martagon) befinden sich die Nektarien an der Oberseite der Perigonblätter in einer mit Haaren überdeckten Nektarrinne (Honigfalte, -furche). Bei den Malven (Malva) sitzen sie an der Oberseite der Kelchblätter, bei Adoxa an der Oberseite der Kronblätter. Sie können auch als Nektar-, Honigschuppe wie bei Hahnenfuß (Ranunculus), an der Basis von zur Schau dienenden, petaloiden Nektarblättern ausgebildet sein, die sich hier zwischen den Blüten- und Staubblättern befinden. Manchmal sind die Honigblätter aber auch nur klein und unscheinbar zwischen Kron- oder Staubblättern versteckt wie bei der Trollblume. Auch sind sie manchmal unscheinbar, also ohne Schaufunktion, wie bei der Nieswurz und dem Eisenhut. Bei den Adonis ist die Nektarproduktion sekundär reduziert, die Honigblätter dienen hier nur der Schau, weil die Perigonblätter reduziert sind. Sie können auch in einem Sporn liegen, eine hohle Aussackung im Bereich der Blüte. Bei Delphinium sind die Nektarien im abstehenden Sporn des einen Kronblatts verborgen. Es kann auch ein abstehender Nektarsporn ausgebildet werden, wie bei Consolida regalis oder Aquilegia. Der Nektarsporn kann der Schaufunktion dienen.
  - Einige Pflanzen besitzen postflorale Nektarien, die noch lange nach dem Verwelken der Blüte funktionieren und z. B. Ameisen anlocken, um bei den Pflanzen die Samenverbreitung zu unterstützen.[4]
- Androeceum: Beim Krokus (Crocus) sitzen sie an der Außenseite der Staubfadenbasis (Filament- oder Stamennektarien), bei den Leingewächsen an Staubfadenanhängseln. Bei einigen Hahnenfußgewächsen sind die ganzen Staminodien zu Nektarien umgewandelt (Staminodialnektarien).
- Gynoeceum: Hier können Septalnektarien, Scheidewandnektarien; eingesenkte Nektarien an den Berührungsflächen benachbarter Karpelle (Fruchtblätter) mit einem Ausführungsgang nach außen, ausgebildet werden. Auch können außen am Fruchtknoten Nektarien vorhanden sein. Auch Narben können Nektar abscheiden. Am Griffelpolster können ebenfalls Nektarien vorkommen. Ebenfalls an Pistilloden, reduzierten Stempeln.
- Blütenachse (Diskus) (Diskusnektarien): Etwa als ringförmige, sezernierende Erhebung, Verdickung zwischen Androeceum und Gynoeceum (intrastaminaler Diskus) in den Gattungen Calystegia, Citrus und Ruta.

## Extraflorale Nektarien
Extraflorale Nektarien befinden sich außerhalb der Blüten, etwa an Laubblättern z. B. in den Winkeln von Blattrippen oder am Blattrand, an der Rachis bei gefiederten Blättern, an Blattstielen (z. B. bei Prunus) oder an Nebenblättern (z. B. Wicken), sie können aber auch an Zweigen oder an Früchten vorkommen. Meist stehen sie nicht im Zusammenhang mit der Bestäubung, sind also extranuptial. Ausnahmen sind etwa die Nektarien der Euphorbien, die zwar außerhalb der stark reduzierten Blüten sitzen, aber Teil der Pseudanthien sind und eindeutig der Bestäubung dienen. Die extrafloralen Nektarien dienen den Pflanzen oft zur Anlockung von Insekten, die sie vor Fraßfeinden schützen.

## Pseudonektarien
Pseudonektarien sind oft glitzernde Haare oder trockene bis feuchte Organe und Flächen, die für Insekten attraktiv sind und diese so anlocken.